# Gangapur
Gangapur é uma cidade  no distrito de Aurangabad, no estado indiano de Maharashtra.

## Geografia
Gangapur está localizada a 18° 20′ N, 76° 31′ L. Tem uma altitude média de 572 metros (1876 pés).

## Demografia
Segundo o censo de 2001, Gangapur tinha uma população de 22,053 habitantes. Os indivíduos do sexo masculino constituem 52% da população e os do sexo feminino 48%. Gangapur tem uma taxa de literacia de 66%, superior à média nacional de 59.5%: a literacia no sexo masculino é de 74% e no sexo feminino é de 59%. Em Gangapur, 15% da população está abaixo dos 6 anos de idade.